# Carnival Elation
Carnival Elation (ранее до 2007 г. Elation — рус. восторг) — круизное судно класса «Fantasy» в собственности компании Carnival Corporation & PLC и эксплуатируемое оператором Carnival Cruise Lines судно было построено в 1998 г. в Финляндии на верфи Kvaerner Masa Yards AB в Хельсинки, ходит под панамским флагом и отличается от типовых судов класса «Fantasy» приводом.
Судами-близнецами являются Carnival Ecstasy, Carnival Sensation, Carnival Fascination, Carnival Imagination, Carnival Inspiration, Carnival Fantasy и Carnival Paradise.

## История судна
Закладка седьмого и предпоследнего судна класса «Fantasy» под заводским номером 491 состоялась в 1997 г. на верфи Kvaerner Masa Yards AB в Финляндии. В середине марта 1998 г. судно было передано пароходству и первоначально называлось Elation. Крёстной матерью судна стала Шари Арисон (Shari Arison), дочь основателя пароходства Теда Арисона (Ted Arison). В свой первый рейс Elation отправилась 20 марта 1998 г. и стала первым судном компании, портом приписки которого стал один из городов на Западном побережье Соединённых Штатов. Судно выходило в круизы из Лос-Анджелеса вдоль мексиканского побережья. После того как Carnival Elation перевели в Сан Диего, он с мая 2010 г. выходил в Карибский бассейн из порта приписки Мобил на юге США в Алабаме. В 2009 г. в рамках программы «Evolution of Fun» судно было основательно модернизировано.

## Происшествия
- В конце октября 2002 г. был отменён круиз из-за проблем с приводом. Судно было отправлено в сухой док для выяснения причин.
- Во время круиза по Карибскому морю в июне 2005 г. судно потеряло на один час управление из-за выхода из строя машины.[2]

## Машина и привод
Carnival Elation имеет дизель-электрическую установку, снабжающую всё судно электроэнергией. В противоположность к ранее построенным судам класса «Fantasy» в двух раздельных помещениях машинного отделения установлены 6 одинаковых 12-цилиндровых дизельных двигателей типа Wärtsilä 12V38, приводящих синхронные генераторы переменного тока, которые дают электрическую мощность соответственно в 11.000 kVA в бортовую сеть высокого напряжения (3-х фазный переменный ток, 6600 В, 60 Hz). Carnival Elation стал первым судном в мире, которое вместо традиционных винтов и рулей снабдили винто-рулевыми колонками. Ранее такая система применялась исключительно на специальных судах, как например, портовых буксирах.
Привод Carnival Elation был разработан фирмой ABB и верфью Kvaerner Masa Yards AB. Система состоит из двух установленных в корме, вращающихся на 360° винто-рулевых колонок типа ABB «Azipod». В каждой колонке располагается 3-фазный синхронный двигатель, передающий мощность в 14 MW (ок. 19.040 л.с.) прямо на направленный вперёд в направлении движения 4-лопастной неподвижный винт (тяговый винт).
Наряду с особенно тихим ходом и низким уровнем вибрации на борту этот вид привода даёт более высокий КПД и существенно повышает манёвренность. Так например разворот на полной скорости по сравнению с обычными судами класса «Fantasy» удалось уменьшить примерно на 30 %.

## На борту
Carnival Elation был спроектирован судовым архитектором Йозефом Фаркусом под девизом «композиторы и композиции». Основные черты палуб соответствуют в целом чертам палуб судов класса «Fantasy». Судно вмещает 2.052 пассажиров в 1.026 каютах различных категорий, в том числе 54 свита, а из 564 кают открывается вид на море. В противоположность судам более современной конструкции помещения на Carnival Elation имеют больший размер. Рестораны и залы развлечений располагаются в плоских надстройках. Лишь 26 кают с балконом и восемь внутренних кают располагаются на «палубе-веранде». Атриум проходит сквозь шесть этажей и снабжён двумя панорамными лифтами и завершается стеклянным куполом на высоте солнечной палубы. Главные рестораны располагаются в середине судна и в кормовой части палубы «Atlantic». Между ними кухня. Главный театр («The Mikado») в носу судна имеет убранство в японском стиле и предлагает на двух уровнях места на 1.200 зрителей. В задней части палубы-променада располагается «Cole Porter Club» со сценой. Кроме того на судне работают бары, кафе, библиотека, а также игровое казино. Спортивная палуба площадью 11.000 м² вмещает фитнес-студию, сауны и помещения для массажа. После модернизации была выделена зона «Serenity» — «только для взрослых».